# Aleksandra Jawor
Aleksandra Jawor (ur. 27 maja 1986) – polska lekkoatletka specjalizująca się w biegach długich.

## Kariera
Podczas mistrzostw świata juniorów młodszych była dziesiąta w biegu na 3000 metrów. Bez większych sukcesów startowała w 2008 na mistrzostwach Europy w biegach przełajowych oraz w 2010 podczas mistrzostw świata w biegach przełajowych. 
Medalistka seniorskich mistrzostw Polski ma w dorobku jeden złoty medal w półmaratonie (Warszawa 2012) oraz jeden brązowy w biegu przełajowym (Olszyna 2009). Na początku kariery zdobywała złoto ogólnopolskiej olimpiady młodzieży. 
Rekordy życiowe: bieg na 3000 metrów – 9:34,31 (3 czerwca 2011, Bydgoszcz); bieg na 5000 metrów – 16:09,58 (11 sierpnia 2011, Bydgoszcz); bieg na 10 000 metrów – 34:28,46 (3 maja 2011, Lidzbark Warmiński); półmaraton – 1:14:36 (25 marca 2012, Warszawa). 

## Osiągnięcia
| Rok  | Impreza                                   | Miejsce    | Konkurencja        | Lokata      | Wynik   |
| ---- | ----------------------------------------- | ---------- | ------------------ | ----------- | ------- |
| 2003 | Mistrzostwa świata juniorów młodszych     | Sherbrooke | bieg na 3000 m     | 10. miejsce | 9:48,71 |
| 2008 | Mistrzostwa Europy w biegach przełajowych | Bruksela   | bieg młodzieżowców | 28. miejsce | 22:34   |
| 2010 | Mistrzostwa świata w biegach przełajowych | Bydgoszcz  | bieg seniorów      | 64. miejsce | 27:45   |